# Пахалевка
Пахалевка (укр. Пахалівка) — село, относится к Славяносербскому району Луганской области Украины. Под контролем самопровозглашённой Луганской Народной Республики.

## География
Село расположено на левом берегу реки Лугани. К северу от села проходит линия разграничения сил в Донбассе (см. Второе минское соглашение). Соседние населённые пункты: посёлок Фрунзе и село Дачное (выше по течению Лугани) на северо-западе, сёла Бердянка, Весняное, Червоный Лиман на юго-западе; Петровеньки на юге, Хорошее на юго-востоке (оба ниже по течению Лугани).

## Население
Население по переписи 2001 года составляло 92 человека.

## Общие сведения
Почтовый индекс — 93722. Телефонный код — 6473. Занимает площадь 1,131 км². Код КОАТУУ — 4424585506.

## Местный совет
93721, Луганская обл., Славяносербский р-н, с. Хорошее, ул. Октябрьская, д. 10.